# Stazione di San Quintino
La stazione di San Quintino (in francese Saint-Quentin) è la principale stazione ferroviaria di San Quintino in Francia.